# Шпеґово
Шпеґово (пол. Szpiegowo, нім. Spähern) — село в Польщі, у гміні Добжинь-над-Віслою Ліпновського повіту Куявсько-Поморського воєводства.
Населення — 323 особи (2011).
У 1975-1998 роках село належало до Влоцлавського воєводства.

## Демографія
Демографічна структура станом на 31 березня 2011 року:
|          | Загалом | Допрацездатний вік | Працездатний вік | Постпрацездатний вік |
| -------- | ------- | ------------------ | ---------------- | -------------------- |
| Чоловіки | 159     | 42                 | 104              | 13                   |
| Жінки    | 164     | 41                 | 97               | 26                   |
| Разом    | 323     | 83                 | 201              | 39                   |